# Carex pluriflora
Carex pluriflora là một loài thực vật có hoa trong họ Cói. Loài này được Hultén mô tả khoa học đầu tiên năm 1942.